# Pleolophus isomorphus
Pleolophus isomorphus är en stekelart som först beskrevs av Otto Schmiedeknecht 1932.  Pleolophus isomorphus ingår i släktet Pleolophus och familjen brokparasitsteklar. Inga underarter finns listade i Catalogue of Life.